# Илюзия на Понцо
Илюзията на Понцо е оптична илюзия, която е демонстрирана за първи път от италианския психолог Марио Понцо (1882-1960) през 1913 г. Той смята, че човешкият ум съди за размера на обекта въз основа на фона, на който се намира той. Той показва това чрез две нарисувани идентични линии напряко на двойка събиращи се линии, подобни на релси. Горната линия изглежда по-голяма, защото интерпретираме събиращите се страни от линейна перспектива, тоест успоредните линии, които се събират в далечината, създават това измамно чувство. В този контекст смятаме горната линия за по-голяма, колкото повече се отдалечава обектът, а по-близкия го виждаме като по-малък, защото се намира по-близо.